# 2012년 해변 아시안 게임
2012년 해변 아시안 게임은 2012년 6월 16일부터 6월 22일까지 중화인민공화국의 하이양에서 열린 대회이다.

## 참가국
쿠웨이트는 쿠웨이트 올림픽 위원회가 국제 올림픽 위원회(IOC)로부터 자격 정지 처분을 받은 상태였기 때문에 독립 선수단 자격으로 참가했다.
- 아프가니스탄
- 브루나이
- 방글라데시
- 부탄
- 브루나이
- 캄보디아
- 중국 (개최국)
- 중화 타이베이
- 홍콩
- 독립 (쿠웨이트)
- 인도
- 인도네시아
- 이란
- 이라크
- 일본
- 요르단
- 카자흐스탄
- 키르기스스탄
- 라오스
- 레바논
- 마카오
- 말레이시아
- 몰디브
- 몽골
- 네팔
- 오만
- 파키스탄
- 팔레스타인
- 필리핀
- 카타르
- 사우디아라비아
- 싱가포르
- 대한민국
- 스리랑카
- 시리아
- 타지키스탄
- 태국
- 동티모르
- 투르크메니스탄
- 아랍에미리트
- 우즈베키스탄
- 베트남
- 예멘

## 경기 종목
- 3x3 농구
- 비치핸드볼
- 비치카바디
- 비치세팍타크로
- 비치사커
- 비치발리볼
- 비치우드볼
- 드래곤 보트
- 파워드 패러글라이딩
- 롤러스케이팅
- 세일링
- 스포츠클라이밍
- 수상스키

## 메달 집계
| 순위 | 국가           | 금메달 | 은메달 | 동메달 | 합계 |
| ---- | -------------- | ------ | ------ | ------ | ---- |
| 1    | 중국           | 14     | 10     | 12     | 36   |
| 2    | 태국           | 13     | 9      | 6      | 28   |
| 3    | 대한민국       | 6      | 7      | 10     | 23   |
| 4    | 인도네시아     | 6      | 6      | 4      | 16   |
| 5    | 중화 타이베이  | 3      | 6      | 6      | 15   |
| 6    | 인도           | 2      | 0      | 1      | 3    |
| 7    | 이란           | 2      | 0      | 0      | 2    |
| 8    | 일본           | 1      | 3      | 2      | 6    |
| 9    | 아프가니스탄   | 1      | 0      | 0      | 1    |
| 9    | 카타르         | 1      | 0      | 0      | 1    |
| 11   | 필리핀         | 0      | 2      | 2      | 4    |
| 12   | 베트남         | 0      | 2      | 1      | 3    |
| 13   | 카자흐스탄     | 0      | 1      | 1      | 2    |
| 13   | 파키스탄       | 0      | 1      | 1      | 2    |
| 15   | 바레인         | 0      | 1      | 0      | 1    |
| 15   | 투르크메니스탄 | 0      | 1      | 0      | 1    |
| 17   | 스리랑카       | 0      | 0      | 2      | 2    |
| 18   | 방글라데시     | 0      | 0      | 1      | 1    |
| 18   | 브루나이       | 0      | 0      | 1      | 1    |
| 18   | 라오스         | 0      | 0      | 1      | 1    |
| 18   | 몽골           | 0      | 0      | 1      | 1    |
| 18   | 팔레스타인     | 0      | 0      | 1      | 1    |
| 18   | 싱가포르       | 0      | 0      | 1      | 1    |
| 합계 | 합계           | 49     | 49     | 54     | 152  |